# Émetteur de Kreutzberg
L'émetteur de Kreutzberg, près de Forbach, dans le département de la Moselle en région Grand Est (ex-Lorraine), est un site de diffusion pour la TNT, la radio FM et la téléphonie mobile.
Il s'agit d'un pylône haubané de 84 mètres de haut. Le site appartient à l'opérateur TDF.

## Télévision

### Diffusion analogique
| Chaîne        | Canal | Puissance (PAR) |
| ------------- | ----- | --------------- |
| TF1           | 39H   | 7 kW            |
| France 2      | 22H   | 7 kW            |
| France 3 Metz | 25H   | 7 kW            |
| Canal+        | 28H   | 2,1 kW          |

L'émetteur de Kreutzberg n'émet plus de télévision analogique depuis le 28 septembre 2010. 

### Diffusion numérique[2]
| Multiplex | LCN              | Chaînes                                                          | Canal | Puissance (PAR) | Diffuseur |
| --------- | ---------------- | ---------------------------------------------------------------- | ----- | --------------- | --------- |
| R1        | 2 3 14 27 33     | France 2 France 3 Lorraine France 4 France Info Moselle TV       | 36H   | 4 kW            | TDF       |
| R2        | 8 15 16 17 18    | C8 BFM TV CNews CStar Gulli                                      | 31H   | 4 kW            | Towercast |
| R3        | 4 26 41 42 43 45 | Canal+ LCI Paris Première Canal+ Sport Canal+ Cinéma(s) Planète+ | 47H   | 4 kW            | TDF       |
| R4        | 5 6 7 9 22       | France 5 M6 Arte W9 6ter                                         | 22H   | 4 kW            | TDF       |
| R6        | 1 10 11 12 13    | TF1 TMC TFX NRJ 12 LCP                                           | 25H   | 4 kW            | Towercast |
| R7        | 20 21 23 24 25   | TF1 Séries Films L'Équipe RMC Story RMC Découverte Chérie 25     | 34H   | 4 kW            | Towercast |

## Radio
Sa proximité avec Forbach (2 km) fait que l'émetteur de Kreutzberg émet également 5 radios publiques et 3 radios privées.
| Fréquence | Radio                     | Catégorie | Puissance | Code RDS (PS) |
| --------- | ------------------------- | --------- | --------- | ------------- |
| 90.7      | France Culture            | Publique  | 148 W     | _CULTURE      |
| 93.6      | France Musique            | Publique  | 200 W     | MUSIQUE_      |
| 94.8      | RTL2                      | D         | 1 kW      | __RTL2__      |
| 96.6      | France Inter              | Publique  | 195 W     | __INTER_      |
| 98.8      | France Bleu Lorraine Nord | Publique  | 100 W     | BLEULORN      |
| 101.3     | Radio Jérico              | A         | 1 kW      | JERICO57      |
| 104.5     | Rire et Chansons          | D         | 1 kW      | _RIRE_&_      |
| 106.4     | France Info               | Publique  | 100 W     | __INFO__      |

## Téléphonie mobileet autres transmissions[5]
| Opérateur        | 2G  | 3G  | 4G  | FH  |
| ---------------- | --- | --- | --- | --- |
| Orange           | Oui | Oui | Non | Non |
| SFR              | Oui | Oui | Oui | Oui |
| Bouygues Telecom | Oui | Oui | Oui | Oui |

L'émetteur de Kreutzberg assure la liaison faisceau hertzien de TDF entre les autres sites de diffusion de cet opérateur.